# Echoes: The Best of Pink Floyd
Echoes: The Best of Pink Floyd és un àlbum recopilatori de Pink Floyd. Va ser publicat el 5 de novembre de 2001 al Regne Unit i un dia després als Estats Units. El 24 de novembre d'aquell any va ocupar el número 2 del Billboard 200 amb 214.650 còpies venudes (el número 1 als Estats Units el va mantenir Britney Spears amb el seu àlbum Britney, encara que va desplaçar l'àlbum de Michael Jackson Invincible a la tercera posición). El disc es va mantenir en llista 26 setmanes, obtenint el disc d'Or, de Platí i de Doble Platí de la RIAA el 8 de gener de 2002.

## Història
Echoes és el primer àlbum en format Compact Disc que inclou el tema "When the Tigers Broke Free", inclòs a la pel·lícula The Wall (va aparèixer més tard el 2004 amb la reedició de The Final Cut amb una mescla diferent).
El recopilatori recorre la carrera de Pink Floyd des de seu primer single «Arnold Layne», de 1967, fins a «High Hopes», la cançó que tanca el seu últim disc d'estudiu The Division Bell, editat el 1994. Les vint-i-sis cançons, remasteritzades per a l'edició i no ordenades cronològicament, es fonen amb el tema següent al disc, de manera que no s'existeixen espaiats entre cançons (a part del canvi de disc després de la cançó tretze), aquest efecte és obra del productor i enginyer James Guthrie.
El disseny gràfic del disc és un collage d'imatges clàssiques de Pink Floyd, incloent fragments de vídeos musicals i portades de discos o senzills. A la portada trobem, entre altres coses, l'home de negocis de Wish You Were Here, el llac de The Rower (usat en les projeccions de les gires de 1987, 1988 i 1989), un porc de porcellana i una vaca, procedents dels àlbums Animals i Atom Heart Mother respectivament, els caps de The Division Bell, un avió amb referència a "Learning To Fly", els martells de "The Wall" o l'orella sota l'aigua de Meddle.

## Llista de cançons

### Disc 1
1. "Astronomy Domine" – 4:10 (de The Piper at the Gates of Dawn, 1967)
2. "See Emily Play" – 2:47 (single, va aparèixer també en les edicions nord-americanes i japoneses de The Piper at the Gates of Dawn, 1967)
3. "The Happiest Days of Our Lives" – 1:38 (de l'àlbum The Wall, 1979)
4. "Another Brick in the Wall (Part 2)" – 4:01 (de l'àlbum The Wall, 1979)
5. "Echoes" – 16:30 (retallada) (de l'àlbum Meddle, 1971)
6. "Hey You" - 4:39 (de l'àlbum The Wall, 1979)
7. "Marooned" – 2:02 (retallada) (de l'àlbum The Division Bell, 1994)
8. "The Great Gig in the Sky" - 4:39 (de l'àlbum The Dark Side of the Moon, 1973)
9. "Set the Controls for the Heart of the Sun" - 5:20 (de l'àlbum A Saucerful of Secrets, 1968)
10. "Money" - 6:29 (de l'àlbum The Dark Side of the Moon, 1973)
11. "Keep Talking" - 5:57 (de l'àlbum The Division Bell, 1994)
12. "Sheep" - 9:46 (retallada) (de l'àlbum Animals, 1977)
13. "Sorrow" - 8:45 (de l'àlbum A Momentary Lapse of Reason, 1987)

### Disc 2
1. "Shine On You Crazy Diamond (Partes 1-7)" – 17:32(retallada) (de l'àlbum Wish You Were Here, 1975)
2. "Time" (con "Breathe (Reprise)") – 6:48 (de l'àlbum The Dark Side of the Moon, 1973)
3. "The Fletcher Memorial Home" - 4:07 (de l'àlbum The Final Cut, 1983)
4. "Comfortably Numb" - 6:53 (inclou "Bring the Boys Back Home" - de l'àlbum The Wall, 1979)
5. "When the Tigers Broke Free" - 3:42 (de la pel·lícula The Wall)
6. "One of These Days" - 5:14 (retallada) (de l'àlbum Meddle, 1971)
7. "Us and Them" - 7:51 (de l'àlbum The Dark Side of the Moon, 1973)
8. "Learning to Fly" - 4:50 (de l'àlbum A Momentary Lapse of Reason, 1987)
9. "Arnold Layne" - 2:52 (single, 1967; que s'inclou a l'àlbum Relics de 1971)
10. "Wish You Were Here" - 5:20 (de l'àlbum Wish You Were Here, 1975)
11. "Jugband Blues" - 2:56 (de l'àlbum A Saucerful of Secrets, 1968)
12. "High Hopes" - 6:59 (retallada) (de l'àlbum The Division Bell, 1994)
13. "Bike" - 3:24 (de l'àlbum The Piper at the Gates of Dawn, 1967)

## Opcions descartades
D'acord amb les declaracions de James Guthrie, les següents cançons van ser descartades per a l'edició final:
- "Brain Damage" (Waters; de l'àlbum The Dark Side of the Moon)
- "Eclipsi" (Waters; de l'àlbum The Dark Side of the Moon)
- "Interstellar Overdrive" (Barrett, Waters, Wright, Mason; de l'àlbum The Piper at the Gates of Dawn)
- "Careful With That Axe, Eugene" (Waters, Wright, Gilmour, Mason; cara B de "Point Me At The Sky", que va aparèixer en Relics i The Early Singles)
- "Fearless" (Gilmour/Waters; de l'àlbum Meddle)
- "Breathe" (Waters, Gilmour, Wright; de l'àlbum The Dark Side of the Moon)
- "Paranoid Eyes" (Waters; de l'àlbum The Final Cut)
- "Matilda Mother" (Waters; de l'àlbum The Wall)
- "Your Possible Pasts" (Waters; de l'àlbum The Final Cut)
- "Fat Old Sun" (Gilmour; de l'àlbum Atom Heart Mother)
- "San Tropez" (Waters; de l'àlbum Meddle)
- "Atom Heart Mother" [Retallada] (Waters, Wright, Gilmour, Mason, Geesin; de l'àlbum Atom Heart Mother)
- "If" (Waters; de l'àlbum Atom Heart Mother)
- "Grantchester Meadows" (Waters; de l'àlbum Ummagumma)
- "Scarecrow" (Barrett, de l'àlbum The Piper at the Gates of Dawn)
- "Chapter 24" (Barrett; de l'àlbum The Piper at the Gates of Dawn)
- "Dogs" (Waters, Gilmour; de l'àlbum Animals)
- "Nobody Home" (Waters; de l'àlbum The Wall)
- "Young Lust" (Waters, Gilmour; from The Wall)
- "The Gunner's Dream" (Waters; from The Final Cut)

## Crèdits
- Syd Barrett - Guitarra i veus a "Astronomy Domine", "See Emily Play", "Arnold Layne", "Jugband Blues" i "Bike".
- Roger Waters - Baix, guitarra a "Sheep", efectes i veus
- David Gilmour - Guitarres, baix sense trastes a "Hey You", baix a "Sheep" i "High Hopes", teclats addicionals, programació de la percussió a "Sorrow" i veus
- Richard Wright - Teclats, òrgan, piano, sintetitzadors, clavinet, i veus.
- Nick Mason - Bateria, percussió, efectes musicals i veus a "One of These Days".

amb
- James Guthrie - Remasterització, percussió a "The Happiest Days of Our Lives"
- Islington Green School - cors a Another Brick in the Wall (Part 2)"
- Pontardulais Male Voice Choir dirigido per Noel Davis - cors a "When the Tigers Broke Free"
- Jon Carin - Teclats a "Marooned", "Keep Talking" i "High Hopes"
- Guy Pratt - Baix a "Marooned" i "Keep Talking"
- Tony Levin - Baix a "Sorrow" i "Learning To Fly"
- Clare Torry - Veus a "The Great Gig in the Sky"
- Sam Brown, Durga McBroom i Carol Kenyon - cors a "Keep Talking"
- Dick Parry - saxòfon a "Money", "Shine On You Crazy Diamond" i "Us and Them".
- Michael Kamen - orquestració a "High Hopes", "The Fletcher Memorial Home" i "When the Tigers Broke Free", a més de piano a "The Fletcher Memorial Home".
- Lee Ritenour - guitarra acústica a "Comfortably Numb"
- 8 membres del Salvation Army (The International Staff Band) - Ray Bowes (corneta), Terry Camsey (corneta), Mac Carter (trombó), Les Condon (baix en el mi bemoll), Maurice Cooper (bombardí), Ian Hankey (trombó), George Whittingham (bajo en mi bemoll), entre d'altres, a "Jugband Blues".
- Storm Thorgerson - disseny de la portada.